# Xestia senescens
Xestia senescens är en fjärilsart som beskrevs av Otto Staudinger 1881. Xestia senescens ingår i släktet Xestia och familjen nattflyn. Inga underarter finns listade i Catalogue of Life.